# 大瀧道助
大瀧 道助（おおたき みちすけ、1868年（明治元年） - 1911年（明治44年）11月24日）は、日本の海軍軍人。第十水雷艇隊司令として第三回旅順港閉塞作戦や日本海海戦を戦った。第十二駆逐隊司令在任中座礁事故で殉職。最終階級は海軍中佐正六位・勲四等・功四級。

## 生涯

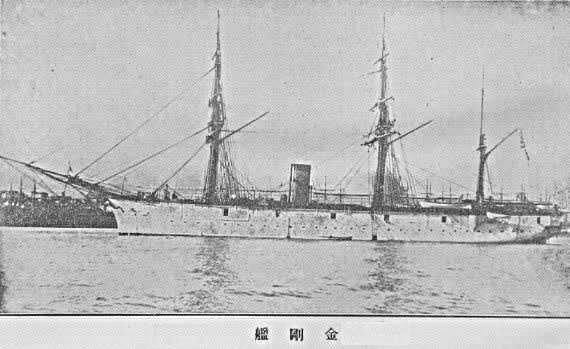
大瀧が分隊士として日清戦争を戦った「金剛」

米沢藩士の大瀧義重の子として生まれる。海兵17期生となる。1890年（明治23年）7月に88名中39番の成績で海軍兵学校を卒業した。「金剛」または「比叡」に配乗となって実務訓練を受け、少尉任官は1892年(明治25年)5月である。日清戦争では「金剛」分隊士として威衛海攻略戦に参戦した。

### 日露戦争
「松島」分隊長を経て、1903年（明治36年）9月、第三艦隊に所属する第十水雷艇隊司令（少佐）に補され、麾下4隻の水雷艇を率いて日露戦争に参戦する。部下の艇長は戦中に異動があったが、大瀧は開戦時から日本海海戦まで一貫して指揮を執る。艇長の一人は水野広徳であった。

#### 第三回旅順港閉塞作戦

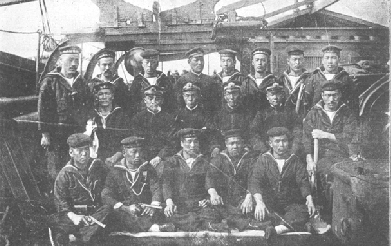
第十水雷艇隊に救出された｢三河丸｣乗員。指揮官は匝瑳胤次大尉。

1904年（明治37年）5月、二度実施された旅順港閉塞作戦の効果を不十分と判断した日本海軍は、三度目の閉塞作戦を実施する。閉塞船部隊は林三子雄中佐を総指揮官として閉塞船12隻で構成されたが、第一戦隊、第三戦隊、四個駆逐隊、四個水雷艇隊などが護衛、収容の役割を担っていた。大瀧の第十水雷艇隊は閉塞船第一、第二小隊の右側を護衛した。途中から荒天となり、閉塞隊や水雷艇は行動を妨げられたが予定哨区に到達した。第十水雷艇隊はロシア軍探海燈に砲撃を実施して偵察隊の行動を援護し、次いで旅順港から脱出した閉塞隊員の収容を行った。ロシア軍の迎撃は閉塞船のみならず第十水雷艇隊にもおよび、損傷を蒙った艇もあったが、水野が指揮する第41号水雷艇は｢三河丸｣乗員18名の救出に成功した。第十水雷艇隊はさらに閉塞隊員の捜索を続けたが、発見することはできなかった。大瀧はその後も旅順港の封鎖、黄海海戦への参戦を経て、日本海海戦を迎える。

#### 日本海海戦

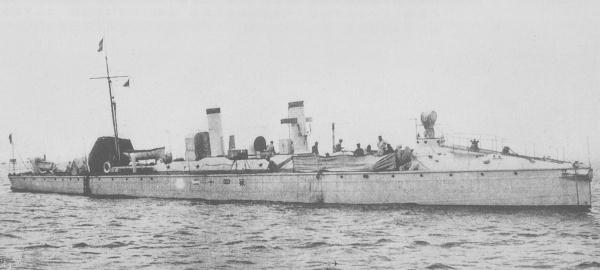
第十水雷艇隊を構成した第三九号型水雷艇。写真は1902年撮影。

海戦時の第十水雷艇隊は、水雷艇第43号（艇長は大瀧の兼務）、第40号（艇長中原弥平）、41号（艇長水野広徳）、第39号（艇長大金實）で構成された。当時の日本海軍水雷艇は89tから152tまでの四種類であったが、1905年（明治38年）5月27日は風浪が激しく、小艦艇である水雷艇の行動には困難があった。対馬尾崎湾を出撃し、第六戦隊（東郷正路司令官）に続航した大瀧の第十水雷艇隊は、夜間にバルチック艦隊を襲撃した。午後9時30分、大瀧は右後方から襲撃を下令し、各艇は突撃に移る。大瀧が乗組んだ第43号水雷艇は進撃中に同じく突撃していた味方水雷艇を発見し衝突を避けようとした。しかし強風のため操艇の自由が利かず接触にいたり損傷した。このため魚雷を発射することはできず、舵に故障を抱えながら竹敷要港部（角田秀松司令官）に帰還した。麾下の3艇は連繋水雷投下や、魚雷発射を実施しているが、3艇長はいずれも強風による艇の動揺が照準を妨げたと報告している。
この戦闘は駆逐艦17隻、水雷艇24隻で実施され、混乱した状況であったが、魚雷54本を発射し、また連繋機雷投下を実施している 。日本側の被害は水雷艇3隻の喪失である。迎撃したロシア側の損害は戦艦｢ナヴァリン｣沈没、｢シソイ・ヴェリキィー｣、巡洋艦2隻が大破であった。この戦闘につき、連合艦隊司令長官東郷平八郎は第十水雷艇隊に対し感状を授与した。

### 戦後
大瀧は戦後の行賞で功四級に叙された。その後の大瀧の履歴は｢鹿島｣水雷長、｢豊橋｣、｢宗谷｣、｢橋立｣各副長、教育本部副官兼部員である。次いで1911年（明治44年）5月、第十二駆逐隊司令に補される。同駆逐隊は佐世保水雷団に所属していた。同年11月、演習終了後に横須賀から母港の佐世保に向かったが、嵐に遭遇する。大瀧の座乗した駆逐艦「春雨」は的矢湾での避泊を図り座礁した。付近一帯住民の救助活動によって20名が救出されたが、64名の乗員中大瀧、児玉兼三郎大尉ら44名が殉職した。大瀧の没年齢は44歳であった。墓所は米沢の東源寺。

## 親族
大瀧は米沢出身の海軍士官で、同じく米沢出身の海軍軍人に大瀧新蔵中佐（海兵24期）がいるが、関係はその有無を含め不明である。

## 栄典
位階
- 1893年（明治26年）1月31日 - 正八位[14]
- 1896年（明治29年）12月21日 - 従七位[15]
- 1898年（明治31年）3月8日 - 正七位[16]
- 1902年（明治35年）12月25日 - 従六位[17]
- 1906年（明治39年）11月30日 - 正六位[18]

勲章
- 1895年（明治28年）11月18日 - 勲六等単光旭日章[19]・明治二十七八年従軍記章[20]
- 1902年（明治35年）5月10日 - 明治三十三年従軍記章[21]
- 1905年（明治38年）5月30日 - 勲四等瑞宝章[22]
- 1906年（明治39年）4月1日 - 功四級金鵄勲章・旭日小綬章・明治三十七八年従軍記章[23]